# Mitsubishi F-2
Pour les articles homonymes, voir F-2.
Le Mitsubishi F-2 est un avion de chasse multirôle japonais construit par Mitsubishi. Il est basé sur le F-16 de General Dynamics (devenu depuis 1993 Lockheed Martin), compagnie qui est un important sous-traitant de Mitsubishi sur le F-2. Il est parfois surnommé Vipère Zéro par ses pilotes.

## Conception

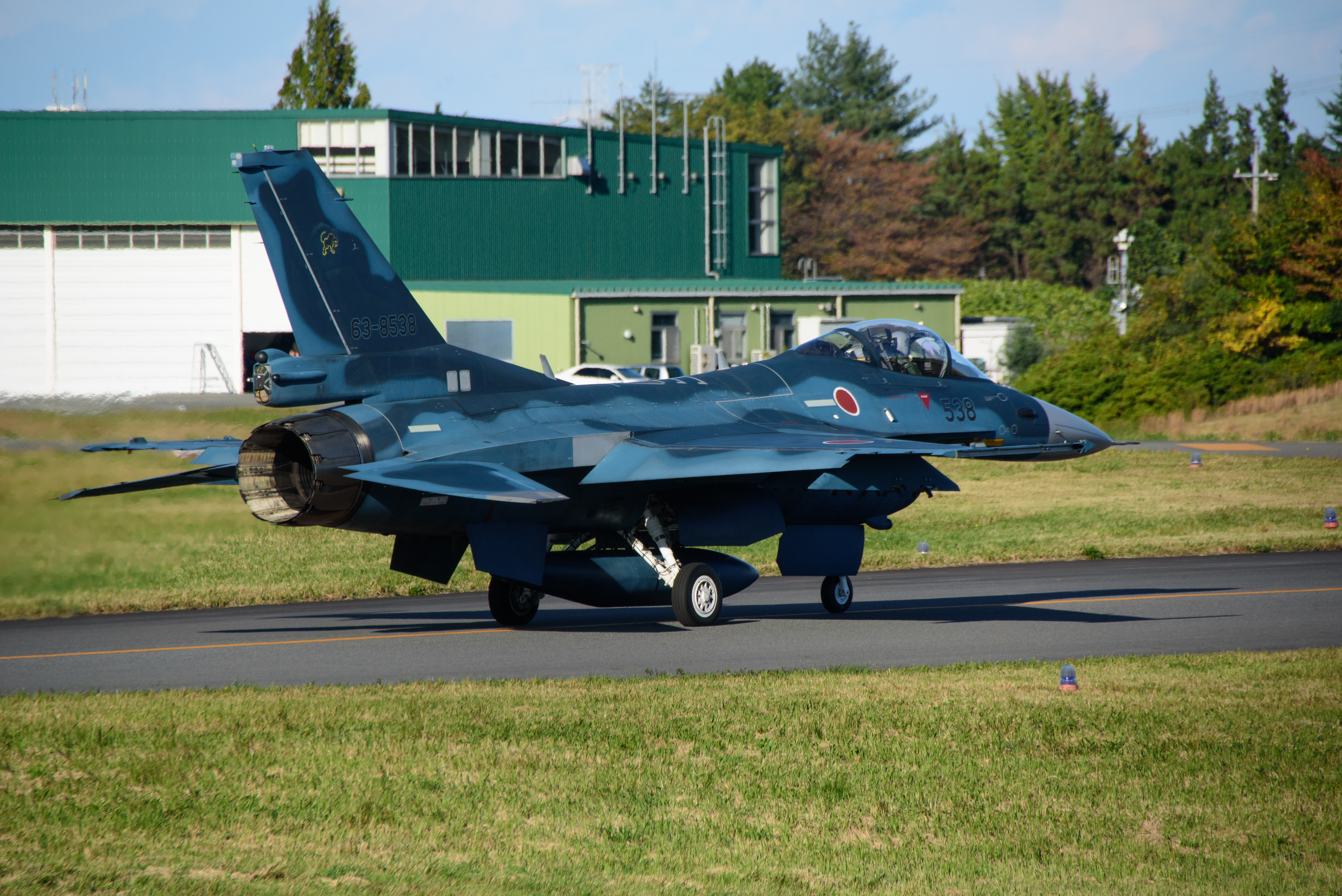
Un F-2 en 2015.

En vue de remplacer le Mitsubishi F-1, une étude de faisabilité est réalisée en 1985. Les exigences décisives pour le futur avion étaient la capacité de transporter quatre missiles antinavires sans limitation du facteur de charge de -3 à +9 G et d'atteindre un rayon d'action de combat d'au moins 450 milles marins. L'industrie aéronautique japonaise aurait pu développer un appareil de conception purement nationale mais devant les coûts et la pression des États-Unis, on le conçoit dès la fin des années 1980 sur une base de transferts technologiques américains du projet Agile Falcon du F-16 Block 40, retenu en 1987. 
Les Américains ayant refusé de divulguer le code source du contrôle de vol du F-16, les Japonais durent utiliser les données des tests avec un Mitsubishi T-2 CCV (Control Configuration Vehicle) modifié. Le système de commande de vol modifié devait tenir compte, entre autres, de la masse au décollage supérieure de 3,2 tonnes, de la plus grande surface de l'aile, de l'aérodynamique modifiée et de la position du centre de gravité. Des problèmes de flottement et de délaminage dans certaines parties de l'aile ont entraîné une prolongation des tests en vol (initialement prévus jusqu'en 1998) jusqu'en décembre 1999.
Le premier prototype monoplace, désigné YF-2A, a effectué son premier vol le 7 octobre 1995. Le second appareil, biplace et baptisé YF-2B, a pris son envol pour la première fois le 2 avril 1996. Deux autres prototypes ont été construits.
Il est capable d'emporter des équipements électroniques de nouvelle génération et spécialisés dans les missions d'attaque au sol, en priorité l'attaque à la mer, avec jusqu’à quatre missiles antinavires ASM-1 ou ASM-2, conçus par Mitsubishi et ayant des portées respectives de 50 et 150 km. Il utilise largement des matériaux composites, ce qui lui confère une certaine furtivité passive. De plus, sa configuration avec une surface alaire supérieure de 25 % et un plus grand empennage que celui d'un F-16 classique lui procure une excellente manœuvrabilité. 
Il a été équipé à l'origine du premier radar à balayage électronique actif embarqué par un avion de combat, le J/APG-1 (en), fonctionnant en bande X et d'une suite de guerre électronique de Mitsubishi Electric, d'un affichage tête haute (HUD) de Shimadzu, d'écrans multifonctions (MFD) de la société Yokogawa, d'un système de  (navigation inertielle et Gyrolaser) de Japan Aviation Electronics (en).
Sa configuration est quasiment identique à celle du F-16 traditionnel. Il possède une aile plus grande en matériaux composites et son fuselage est rallongé de 40 cm. Il est propulsé par un réacteur General Electric F110-GE-129 construit sous licence par IHI. Comme il s’agit d’un avion multirôle, son armement est varié : canon M61A1 Vulcan de calibre 20 mm, missiles air-air AIM-7F/M Sparrow, AIM-9L Sidewinder, Mitsubishi AAM-4 (en), missiles air-surface Mitsubishi ASM-1 (Type 80 Air-to-Ship Missile (en)) et longue portée ASM-2 (Type 93 Air-to-Ship Missile (en) et, depuis le début des années 2010, à la suite de modifications d'un coût unitaire de 140 millions de yens (1,4 million d'euros), des bombes JDAM. 
En 2012, il a été décidé de moderniser 60 appareils avec des radars J/APG-2, pouvant tirer pleinement parti des performances du missile air-air AAM-4 (en)B et du missile antinavire XASM-3 (en). En 2023, il est annoncé une modernisation pour l'emport en 2029 du missile antinavire Type 12.
Son coût n'a jamais été révélé, mais la plupart des estimations tournent à plus de 70 millions de dollars américains l'unité, hors coûts de recherche et développement, et à plus de 100 millions de dollars ceux-ci compris. C'est beaucoup plus cher que le F-16 pour des performances jugées à peine supérieures[réf. souhaitée].

## Historique

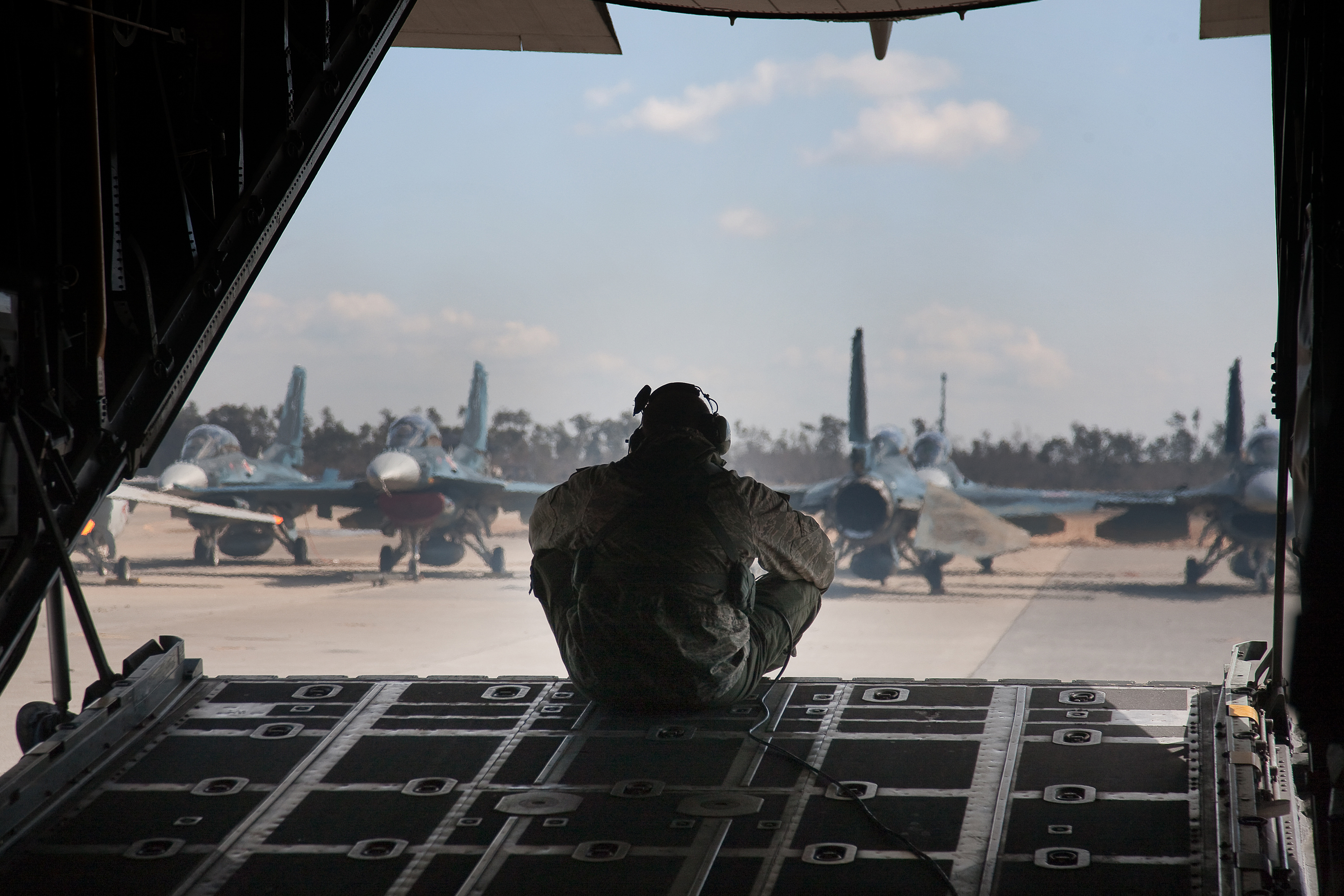
Rangée de F-2 de la base de Matsushima après le tsunami de mars 2011.

Construit dans la même lignée que son prédécesseur, le Mitsubishi F-2 est conçu pour remplacer le Mitsubishi F-1 et assurer un avenir à l’industrie aéronautique militaire japonaise. Le Japon commença l’étude d’un chasseur Mach 2 au début des années 1980. Sa dénomination initiale était FS-X, et il fut rebaptisé F-2 en décembre 1995. Il est construit à 60 % par Mitsubishi et à 40 % par Lockheed-Martin.
Le F-2 est ensuite entré en service opérationnel dans la force aérienne d'autodéfense japonaise en 2000.
Un total de 98 exemplaires ont été construits dont 94 de série sur les 141 initialement prévus, le dernier sortant des chaines de montage en septembre 2011.
Début 2011, le Livre Blanc de la défense japonaise annonce 84 avions en première ligne mais le tsunami causé par le séisme du 11 mars 2011 a endommagé les 18 F-2, en majorité des biplaces d'entraînement, du 21st Fighter Training Squadron responsable de la transformation des pilotes sur F-2, sur la base aérienne de Matsushima. Les autres avions sont répartis, à cette date, entre les 3e et 8e escadrons implantés sur la base de Misawa et le 6e escadron basé à Tsuiki.
Sur les 18 avions endommagés, cinq ont été déclarés irréparables. Un important chantier de restauration a été lancé sur les 13 autres d'un coût total de 490 millions d’euros, 13 milliards de yens par avion, ce qui est plus que le prix neuf. Le premier appareil restauré est remis le 24 avril 2015.
Au 31 mars 2021, 91 exemplaires sont en ligne. Il est prévu qu'ils soient remplacés en 2035.

## Engagements
Aucun en 2022.

## Accidents
| Date       | Modèle | Numéro d'identification | Numéro de série du fabricant | Opérateur | Lieu du crash | Victimes | Description |
| ---------- | ------ | ----------------------- | ---------------------------- | --- | --- | -------- | --- |
| 31/10/2007 | F-2B   | 43-8126                 | M3026                        | 第21飛行隊 (21e escadron d'aviation), 第4航空団 (4e escadre aérienne), Force aérienne d'autodéfense japonaise | 名古屋市 (Nagoya), 中部地方のデータ (Région du Chūbu), Japon                                                                                  | 0/2      | Le 31 octobre 2007, le F-2B immatriculé 43-8126 du 第21飛行隊 (21e escadron d'aviation) du 第4航空団 (4e escadre aérienne) partait de l'aéroport international du Chūbu. L'appareil s'écrase et prend feu peu après le décollage à 9h15, il devait effectuer son premier vol d'essai après la maintenance. Les membres d'équipage, le pilote Keiji Nagata âgé de 52 ans et le copilote Mitsuo Mizushima âgé de 56 ans, ont été transportés à l'hôpital, mais n'ont subi que des blessures légères. Il a finalement été déterminé qu'un câblage incorrect a provoqué l'accident,. L'avion avait été livré en mars 2004 et avait accumulé environ 740 heures de vol. Cela en fait le premier crash du F-2. |
| 11/03/2011 | F-2B   | 23-8107                 | M3007                        | 第21飛行隊 (21e escadron d'aviation), 第4航空団 (4e escadre aérienne), Force aérienne d'autodéfense japonaise | 松島飛行場 (Base aérienne de Matsushima), 矢本 (Higashimatsushima), 宮城県 (Préfecture de Miyagi), 東北地方のデータ (Région du Tōhoku), Japon | 0/2      | L'appareil fut perdu durant le séisme de Tōhoku, en 2011. Il fut mis au rebut. |
| 11/03/2011 | F-2B   | 23-8110                 | M3010                        | 第21飛行隊 (21e escadron d'aviation), 第4航空団 (4e escadre aérienne), Force aérienne d'autodéfense japonaise | 松島飛行場 (Base aérienne de Matsushima), 矢本 (Higashimatsushima), 宮城県 (Préfecture de Miyagi), 東北地方のデータ (Région du Tōhoku), Japon | 0/2      | L'appareil fut perdu durant le séisme de Tōhoku, en 2011. Il fut mis au rebut. |
| 11/03/2011 | F-2B   | 23-8114                 | M3014                        | 第21飛行隊 (21e escadron d'aviation), 第4航空団 (4e escadre aérienne), Force aérienne d'autodéfense japonaise | 松島飛行場 (Base aérienne de Matsushima), 矢本 (Higashimatsushima), 宮城県 (Préfecture de Miyagi), 東北地方のデータ (Région du Tōhoku), Japon | 0/2      | L'appareil fut perdu durant le séisme de Tōhoku, en 2011. Il fut mis au rebut. |
| 11/03/2011 | F-2B   | 33-8120                 | M3020                        | 第21飛行隊 (21e escadron d'aviation), 第4航空団 (4e escadre aérienne), Force aérienne d'autodéfense japonaise | 松島飛行場 (Base aérienne de Matsushima), 矢本 (Higashimatsushima), 宮城県 (Préfecture de Miyagi), 東北地方のデータ (Région du Tōhoku), Japon | 0/2      | L'appareil fut perdu durant le séisme de Tōhoku, en 2011. Il fut mis au rebut. |
| 11/03/2011 | F-2B   | 53-8131                 | M3031                        | 第21飛行隊 (21e escadron d'aviation), 第4航空団 (4e escadre aérienne), Force aérienne d'autodéfense japonaise | 松島飛行場 (Base aérienne de Matsushima), 矢本 (Higashimatsushima), 宮城県 (Préfecture de Miyagi), 東北地方のデータ (Région du Tōhoku), Japon | 0/2      | L'appareil fut perdu durant le séisme de Tōhoku, en 2011. Il fut mis au rebut. |
| 20/02/2019 | F-2B   | 73-8132                 | M3032                        | 第6飛行隊 (6e escadron), 第8航空団 (8e escadre aérienne), Force aérienne d'autodéfense japonaise              | mer du Japon à 130 km au nord-est de la base aérienne de Tsuiki                                                                               | 0/2      | S'est écrasé en mer du Japon, à 130 km au nord-est de la base aérienne de Tsuiki, lors d'un entraînement au combat avec deux autres F-2. L'élève pilote était sur la place avant de l'appareil, il cumulé 160 heures de vol sur F-2, a été victime d'un syndrome cervical traumatique, le pilote instructeur était quant a lui sur la place arrière, il s'est cassé les vertèbres thoraciques. D'après le rapport d'enquête, la cause principale de l'accident est une erreur de pilotage. Après une descente en spirale avec une poussée minimale pour échapper à l'avion chasseur (F-2 n°1), le pilote à effectué ne montée rapide pour suivre le n°1 avec une poussée réduite, ce qui a entraîné un décrochage aérodynamique dans une assiette inversée. Le pilote instructeur a repris les commandes, mais sa main n'a pas pu atteindre l'interrupteur de commande manuelle de tangage (MPO). Il a tenté d'ordonner au stagiaire de commuter le MPO, mais il s'est trompé d'interrupteur,. |

## Variantes
- XF-2A : Prototype monoplace.
- XF-2B : Prototype biplace.
- F-2A : Monoplace d'attaque.
- F-2B : Biplace d'entraînement.

## Utilisateurs
- Force aérienne d'autodéfense japonaise : 94 exemplaires commandés.

### Développement lié
- General Dynamics F-16 Fighting Falcon

### Aéronefs comparables
- McDonnell Douglas F/A-18 Hornet
- Dassault Rafale
- Eurofighter Typhoon
- Mikoyan MiG-29
- Chengdu J-10